# 杜村
杜村（法語：Doue，法語發音：[du] ⓘ）是法国塞纳-马恩省的一个市镇，属于普罗万区。

## 地理
杜村（48°51'58"N, 3°9'46"E）面积20.05 平方千米，位于法国法蘭西島大區塞纳-马恩省，该省份为法国北部内陆省份，北起瓦兹省，西接埃松省、马恩河谷省、塞纳-圣但尼省和瓦兹河谷省，南至卢瓦雷省，东南接约讷省，东临马恩省和奥布省，东北接埃纳省。
与杜村接壤的市镇（或旧市镇、城区）包括：莫兰河畔奥利、勒拜、莫蘭河畔聖西爾、圣但尼莱勒拜、圣日耳曼苏杜、莫兰河畔圣旺、拉特雷图瓦尔、茹阿爾。

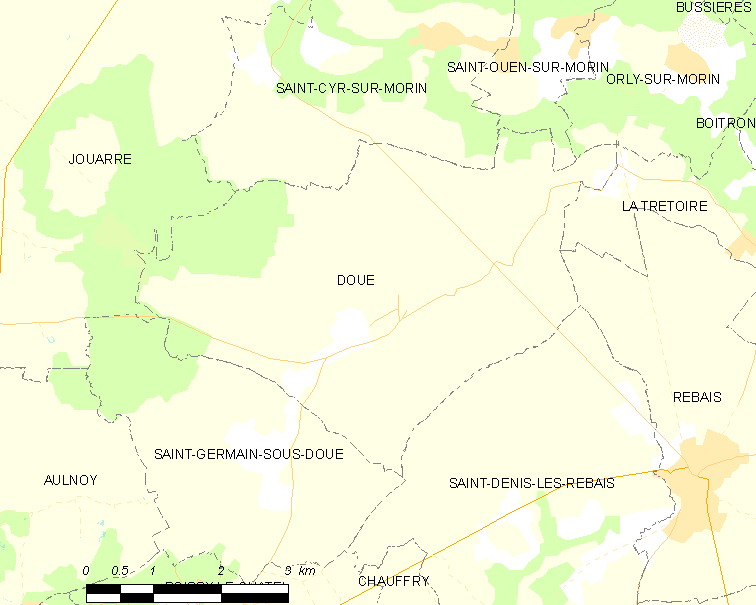
杜村的OSM定位图

杜村的时区为UTC+01:00、UTC+02:00（夏令时）。

## 行政
杜村的邮政编码为77510，INSEE市镇编码为77162。

## 政治
杜村所属的省级选区为库洛米耶县。

## 人口

1962-2008年间杜村人口变化图示

杜村于2022年1月1日时的人口数量为1119人。